# Brasserie de l'Abbaye des Rocs
La Brasserie de l'Abbaye des Rocs est une brasserie installée à Montignies-sur-Roc en Belgique depuis 1979. Cette brasserie familiale produit aujourd'hui plus de six bières (blonde, brune, ambrée) artisanales pur malt. Tous les produits sont garantis sans exhausteur de goût, sans arôme artificiel et sans sucre ajouté.

## Historique
La brasserie de l'Abbaye des Rocs a été fondée par Jean-Pierre Eloir en 1979 et est l'une des première structure d'après-guerre à pouvoir devenir une micro-brasserie,.
Milieu des années 1980, Jean Pierre Eloir commercialise les premières bières de la Brasserie : "La Montagnarde" et "L'abbaye des Rocs brune", le succès est au rendez-vous, à tel point que pour répondre à la demande la brasserie décide d’investir dans de nouveaux bâtiments pour agrandir le site de production.
En 1991, Nathalie, la fille de Jean-Pierre Eloir, assume la direction de l’entreprise, suivie quatre ans plus tard par son compagnon, Georges Levecq. Depuis lors, l’entreprise a prospéré, étendant sa distribution non seulement en Europe (Belgique, France, Italie, Suède, Danemark, etc.), mais également aux États-Unis et en Asie.
La brasserie produit près de 2 000 hectolitres de bière pur malt chaque année. Cependant, Nathalie Eloir ne se limite pas à la production de bières. En janvier 2018, l'Abbaye des Rocs a lancé une campagne de financement participatif pour créer une brasserie collaborative, où les visiteurs pourront créer leur propre bière. La campagne a recueilli près de 20 000 euros et les travaux sont en cours...

## Bières produites
- Abbaye des Rocs Blonde (blonde)—  7,5 %
- Abbaye des Rocs (brune) — 9 %
- Abbaye des Rocs Grand Cru (brune) — 10 %
- Abbaye des Rocs Spéciale Noël (brune)— 9 %
- Blanche des Honnelles (blanche) — 6 %
- La Montagnarde (ambrée)—  9 %
- La Triple impériale (brune) — 10 %
- La Nuit étoilée (ambrée) — 9 %
- La Passe Tout Outre (bière à façon blonde)  — 6,5 %
- La Marcelin (bière à façon ambrée) — 9 %
- La St Landric (bière à façon brune) — 9 %
- La Blanche Regain (bière à façon blanche) — 6 %

## Galeries

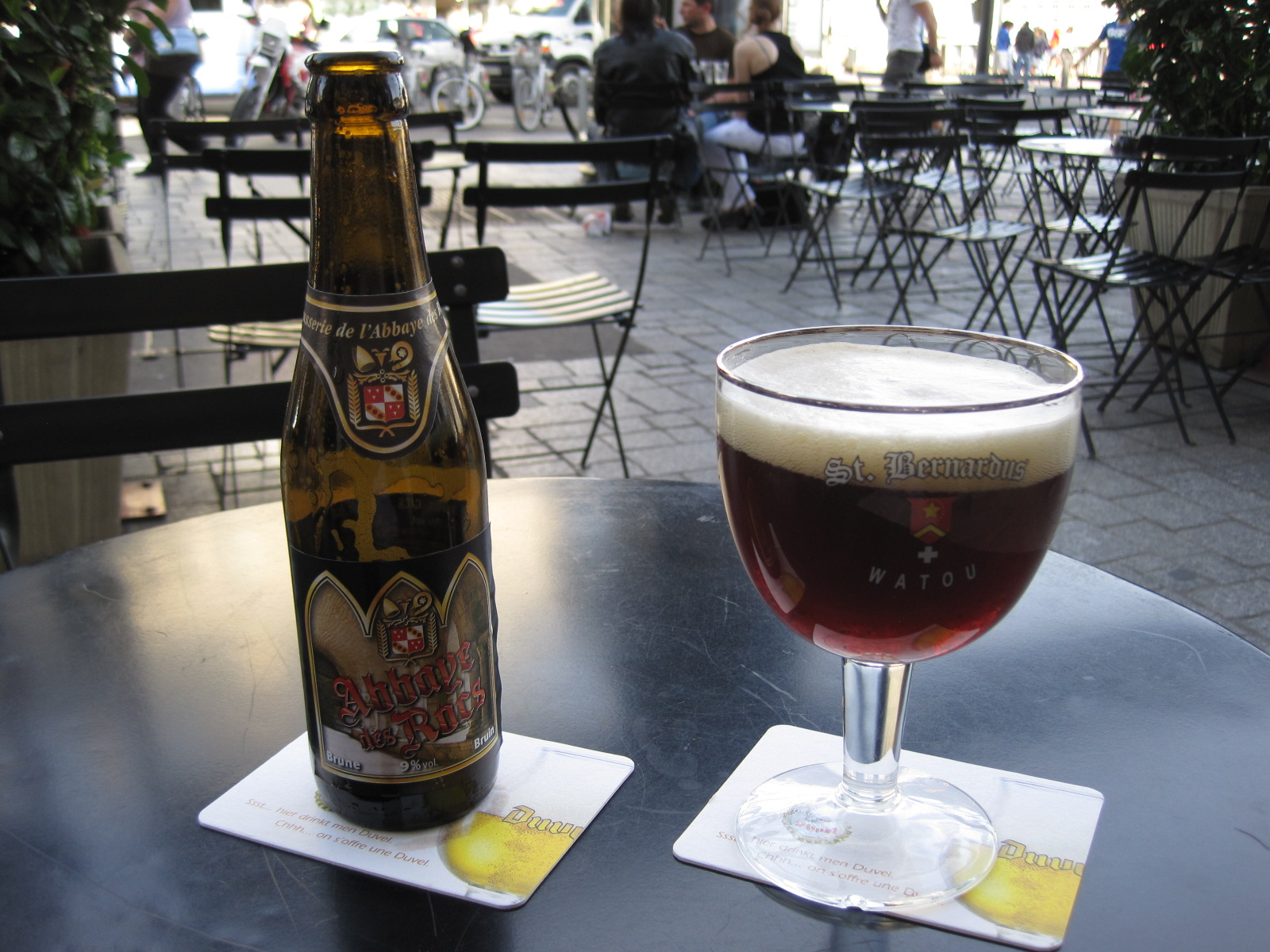
Une bouteille et son verre de bière Brune
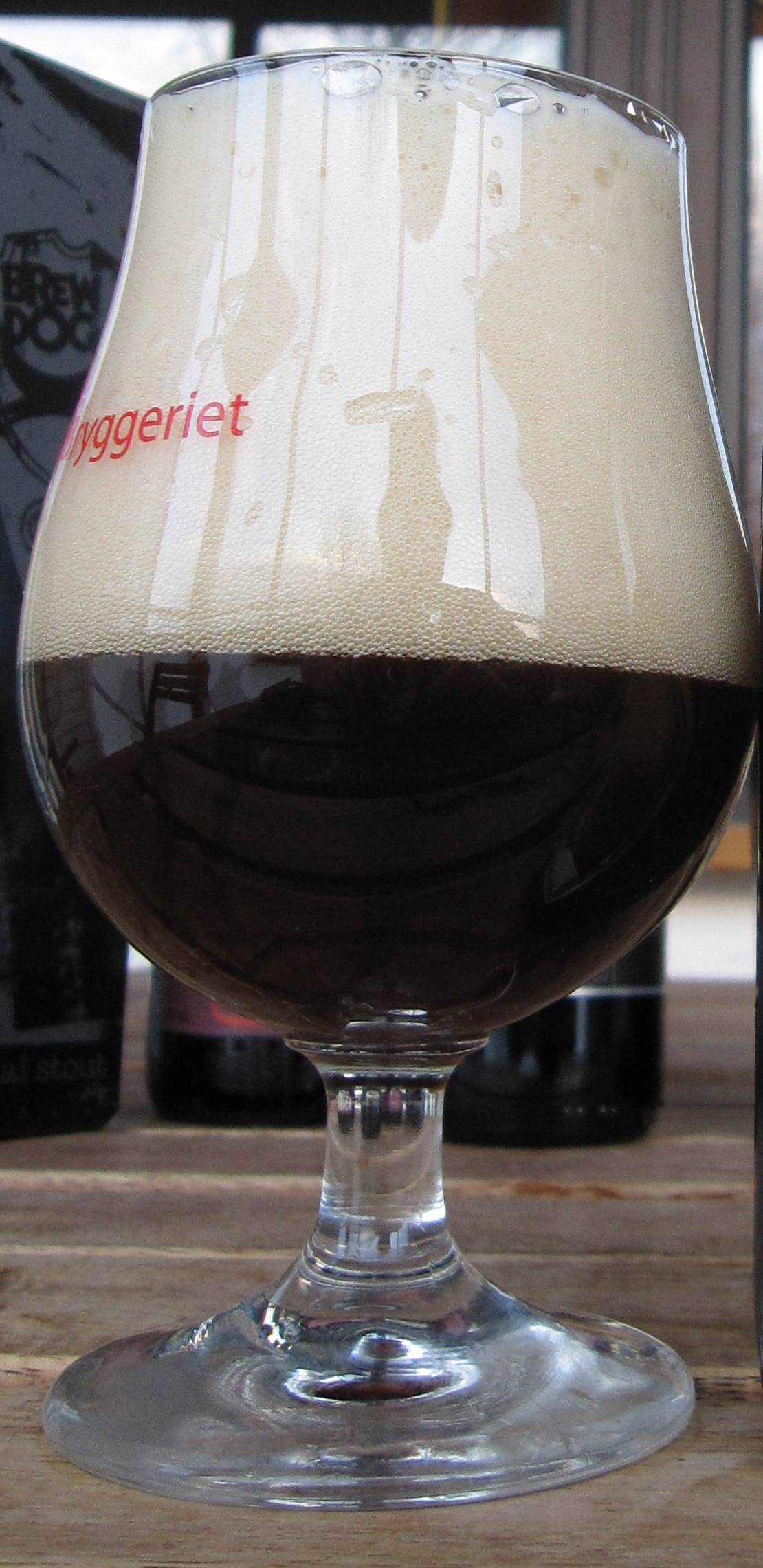
Un verre de Brune ou Bruin